# Danne-et-Quatre-Vents
Danne-et-Quatre-Vents (fràncic lorenès Gotterwong) és un municipi francès situat al departament del Mosel·la i a la regió del Gran Est. L'any 2007 tenia 631 habitants.

## Demografia

### Població
El 2007 la població de fet de Danne-et-Quatre-Vents era de 631 persones. Hi havia 230 famílies, de les quals 52 eren unipersonals (28 homes vivint sols i 24 dones vivint soles), 57 parelles sense fills, 105 parelles amb fills i 16 famílies monoparentals amb fills.
La població ha evolucionat segons el següent gràfic:
Habitants censats

### Habitatges
El 2007 hi havia 252 habitatges, 236 eren l'habitatge principal de la família, 4 eren segones residències i 12 estaven desocupats. 231 eren cases i 21 eren apartaments. Dels 236 habitatges principals, 207 estaven ocupats pels seus propietaris, 17 estaven llogats i ocupats pels llogaters i 12 estaven cedits a títol gratuït; 1 tenia una cambra, 5 en tenien dues, 24 en tenien tres, 37 en tenien quatre i 168 en tenien cinc o més. 219 habitatges disposaven pel capbaix d'una plaça de pàrquing. A 76 habitatges hi havia un automòbil i a 127 n'hi havia dos o més.

### Piràmide de població
La piràmide de població per edats i sexe el 2009 era:
| Homes | Edats   | Dones |
| ----- | ------- | ----- |
| 0     | 95 o +  | 0     |
| 0     | 90 a 94 | 0     |
| 0     | 85 a 89 | 0     |
| 4     | 80 a 84 | 4     |
| 12    | 75 a 79 | 8     |
| 16    | 70 a 74 | 28    |
| 4     | 65 a 69 | 8     |
| 4     | 60 a 64 | 4     |
| 32    | 55 a 59 | 24    |
| 20    | 50 a 54 | 24    |
| 32    | 45 a 49 | 28    |
| 44    | 40 a 44 | 24    |
| 24    | 35 a 39 | 24    |
| 4     | 30 a 34 | 8     |
| 12    | 25 a 29 | 4     |
| 8     | 20 a 24 | 4     |
| 16    | 15 a 19 | 24    |
| 20    | 10 a 14 | 40    |
| 12    | 5 a 9   | 12    |
| 4     | 0 a 4   | 12    |

## Economia
El 2007 la població en edat de treballar era de 405 persones, 292 eren actives i 113 eren inactives. De les 292 persones actives 275 estaven ocupades (154 homes i 121 dones) i 17 estaven aturades (5 homes i 12 dones). De les 113 persones inactives 37 estaven jubilades, 38 estaven estudiant i 38 estaven classificades com a «altres inactius».

### Ingressos
El 2009 a Danne-et-Quatre-Vents hi havia 238 unitats fiscals que integraven 608 persones, la mediana anual d'ingressos fiscals per persona era de 19.229 €.

### Activitats econòmiques
Dels 5 establiments que hi havia el 2007, 1 era d'una empresa de fabricació d'altres productes industrials, 1 d'una empresa de comerç i reparació d'automòbils, 1 d'una empresa d'hostatgeria i restauració, 1 d'una empresa financera i 1 d'una empresa classificada com a «altres activitats de serveis».
L'únic servei als particulars que hi havia el 2009 era una funerària.
L'any 2000 a Danne-et-Quatre-Vents hi havia 5 explotacions agrícoles.

## Equipaments sanitaris i escolars
El 2009 hi havia una escola elemental.

## Poblacions més properes
El següent diagrama mostra les poblacions més properes.